# Diyanet TV
Diyanet TV é uma rede de televisão turca sediada no distrito de Çankaya, na capital de Ancara. De cunho evangélico, foi inaugurada em 24 de junho de 2012 e pertence à Türkiye Radyo Televizyon Kurumu (TRT), mantida pela Presidência de Assuntos Religiosos.